# Taita-Linie
| Dieseltriebzug der Baureihe KiHa 75 bei Koizumi |                   |                        |                    |
| Streckenlänge: | 17,8 km           |                        |                    |
| Spurweite: | 1067 mm (Kapspur) |                        |                    |
| Streckengeschwindigkeit: | 85 km/h           |                        |                    |
| Zweigleisigkeit: | nein              |                        |                    |
| |                   |                        |                    |
| Gesellschaft: | JR Central        |                        |                    |
| \| \| \| Kasahara Linie \| 1928–1978 \| \| \| \| ↔ Chūō-Hauptlinie \| 1900– \| \| \| 0,0 \| Tajimi (多治見) \| 1900– \| \| \| 0,3 \| Shin-Tajimi (新多治見) \| 1918–1926 \| \| \| \| \| \| \| \| \| Ohara-gawa \| \| \| \| \| Chūō-Autobahn \| \| \| \| 3,2 \| Koizumi (小泉) \| 1928– \| \| \| \| Ohara-gawa (2×) \| \| \| \| 4,8 \| Nemoto (根本) \| 1952– \| \| \| 7,9 \| Hime (姫) \| 1928– \| \| \| 9,4 \| Shimogiri (下切) \| 1952– \| \| \| \| Kukuri-gawa \| \| \| \| \| Hiromi (広見) \| 1918–1928 \| \| \| 12,8 \| Kani (可児) \| 1928– \| \| \| \| Shin-Kani (新可児) \| \| \| \| \| Meitetsu Hiromi-Linie \| 1920– \| \| \| \| Kiso-gawa \| \| \| \| 15,4 \| Mino-Kawai (美濃川合) \| 1952– \| \| \| \| Depot Mino-Ōta \| \| \| \| \| Takayama-Hauptlinie \| 1921– \| \| \| 17,8 \| Mino-Ōta (美濃太田) \| 1921– \| \| \| \| Etsumi-nan-Linie \| 1923– \| |                   |                        |                    |
| Strecke (außer Betrieb) |                   | Kasahara Linie         | 1928–1978          |
| Strecke (außer Betrieb) |                   | ↔ Chūō-Hauptlinie      | 1900–              |
| Bahnhof quer · Abzweig quer, ehemals nach rechts und von rechts | 0,0               | Tajimi (多治見)        | 1900–              |
| Kopfbahnhof Streckenanfang (Strecke außer Betrieb) · Strecke | 0,3               | Shin-Tajimi (新多治見) | 1918–1926          |
| |                   |                        |                    |
| Brücke über Wasserlauf |                   | Ohara-gawa             | Ohara-gawa         |
| |                   | Chūō-Autobahn          |                    |
| Bahnhof | 3,2               | Koizumi (小泉)         | 1928–              |
| Brücke über Wasserlauf |                   | Ohara-gawa (2×)        | Ohara-gawa (2×)    |
| Haltepunkt / Haltestelle | 4,8               | Nemoto (根本)          | 1952–              |
| Bahnhof | 7,9               | Hime (姫)              | 1928–              |
| Haltepunkt / Haltestelle | 9,4               | Shimogiri (下切)       | 1952–              |
| Brücke über Wasserlauf |                   | Kukuri-gawa            | Kukuri-gawa        |
| Strecke von links (außer Betrieb) · Bahnhof quer (Strecke außer Betrieb) · Abzweig geradeaus und ehemals nach rechts |                   | Hiromi (広見)          | 1918–1928          |
| Strecke (außer Betrieb) | 12,8              | Kani (可児)            | 1928–              |
| Strecke (außer Betrieb) · Strecke |                   | Shin-Kani (新可児)     | Shin-Kani (新可児) |
| Abzweig quer und ehemals nach rechts · Abzweig nach links und nach rechts · Kreuzung geradeaus unten |                   | Meitetsu Hiromi-Linie  | 1920–              |
| Brücke über Wasserlauf |                   | Kiso-gawa              | Kiso-gawa          |
| Haltepunkt / Haltestelle | 15,4              | Mino-Kawai (美濃川合)  | 1952–              |
| Dienststation / Betriebs- oder Güterbahnhof |                   | Depot Mino-Ōta         | Depot Mino-Ōta     |
| Abzweig geradeaus und von rechts |                   | Takayama-Hauptlinie    | 1921–              |
| Bahnhof | 17,8              | Mino-Ōta (美濃太田)    | 1921–              |
| Abzweig geradeaus und nach links |                   | Etsumi-nan-Linie       | 1923–              |

Die Taita-Linie (jap. 太多線, Taita-sen) ist eine Eisenbahnstrecke auf der japanischen Insel Honshū, die von der Bahngesellschaft JR Central betrieben wird. Im Südosten der Präfektur Gifu verbindet sie Tajimi mit Minokamo. Der Name Taita setzt sich aus je einem Kanji-Schriftzeichen der beiden Städte zusammen.

## Streckenbeschreibung
Die in Kapspur (1067 mm) verlegte Strecke ist 17,8 km lang, eingleisig (mit Ausnahme einzelner Ausweichen) und nicht elektrifiziert. Es werden acht Bahnhöfe bedient, die Höchstgeschwindigkeit beträgt 85 km/h. Südlicher Ausgangspunkt ist der Bahnhof Tajimi, wo die Taita-Linie von der Chūō-Hauptlinie abzweigt. Sie verläuft annähernd in nördlicher Richtung durch das Ohara-Tal und das Himekawa-Tal. Der Bahnhof Kani bietet eine Umsteigemöglichkeit zur Meitetsu Hiromi-Linie im unmittelbar angrenzenden Bahnhof Shin-Kani. Nach der Überbrückung des Kiso wendet sich die Strecke nach Westen und erreichte den Bahnhof Mino-Ōta, wo zur Takayama-Hauptlinie und zur Etsumi-nan-Linie umgestiegen werden kann.

## Zugangebot
Zwei- bis dreimal stündlich werden ab Tajimi Lokalzüge angeboten, die grundsätzlich an allen Zwischenbahnhöfen halten. Etwa zwei Drittel von ihnen verkehren bis Mino-Ōta, ein Drittel der Züge wechseln dort auf die Takayama-Hauptlinie und fahren weiter bis nach Gifu. Das Zugangebot an Wochenenden und Feiertagen ist geringfügig kleiner.

## Bilder

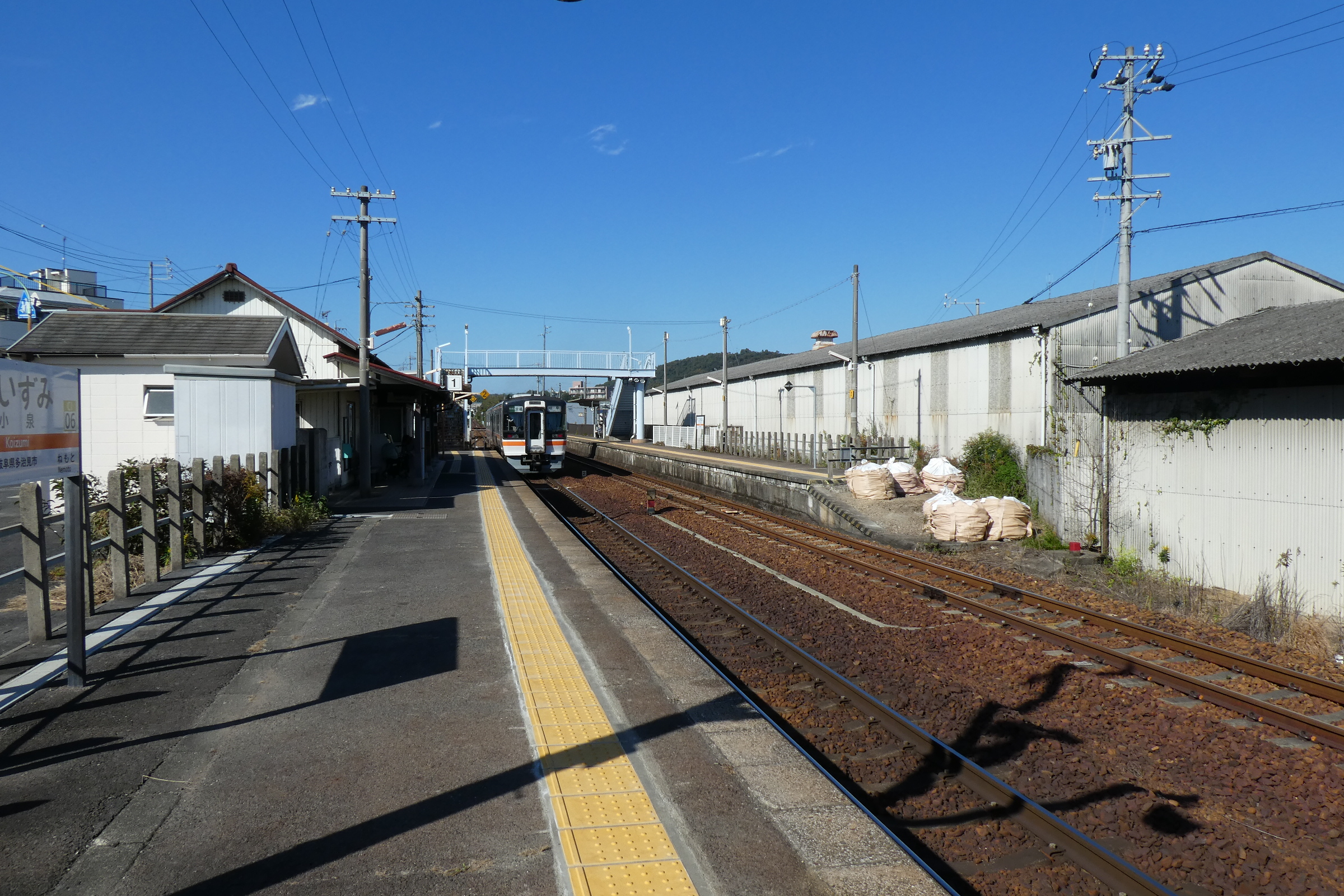
Bahnhof Koizumi
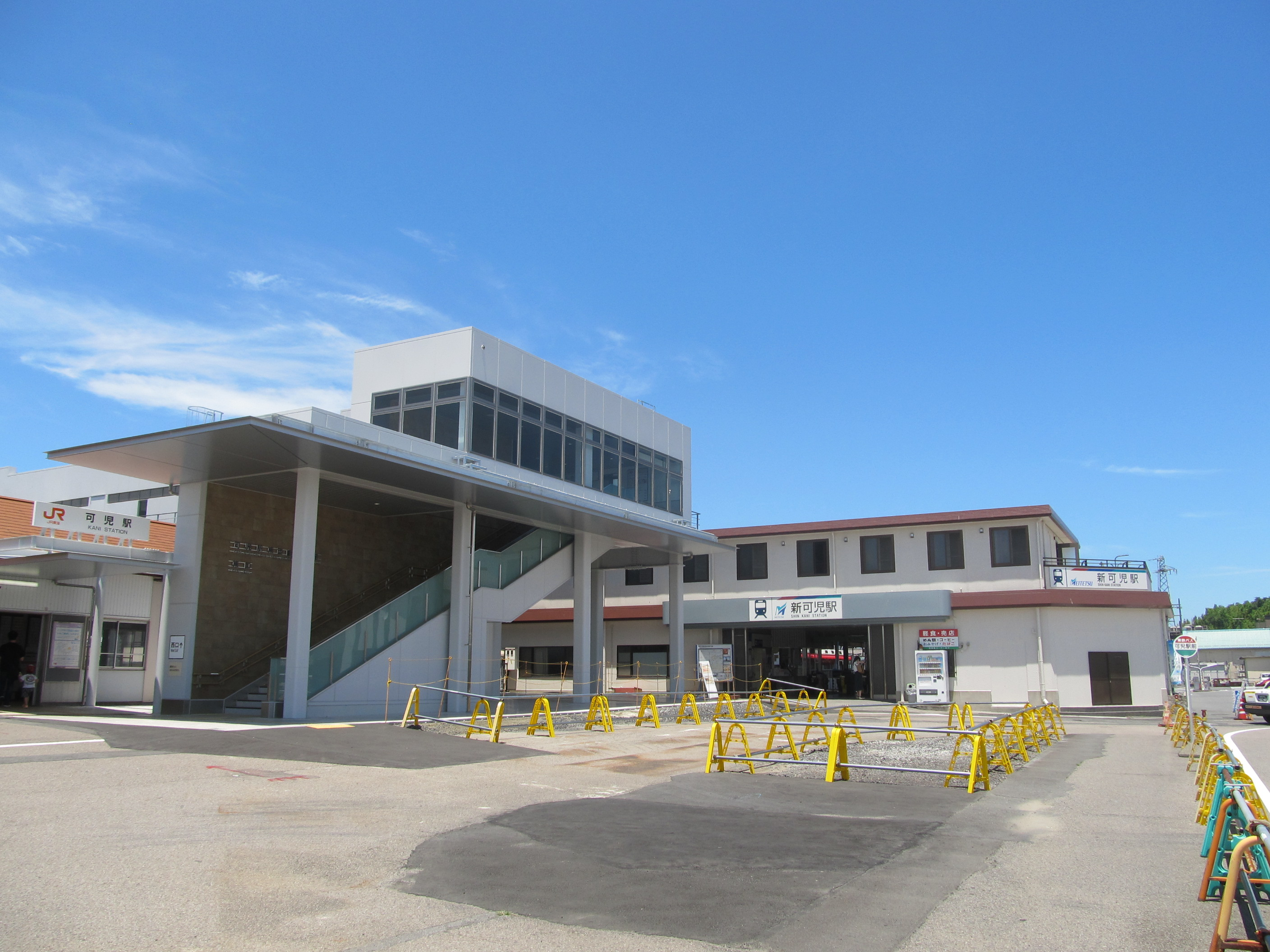
Bahnhöfe Kani (links) und Shin-Kani (rechts)
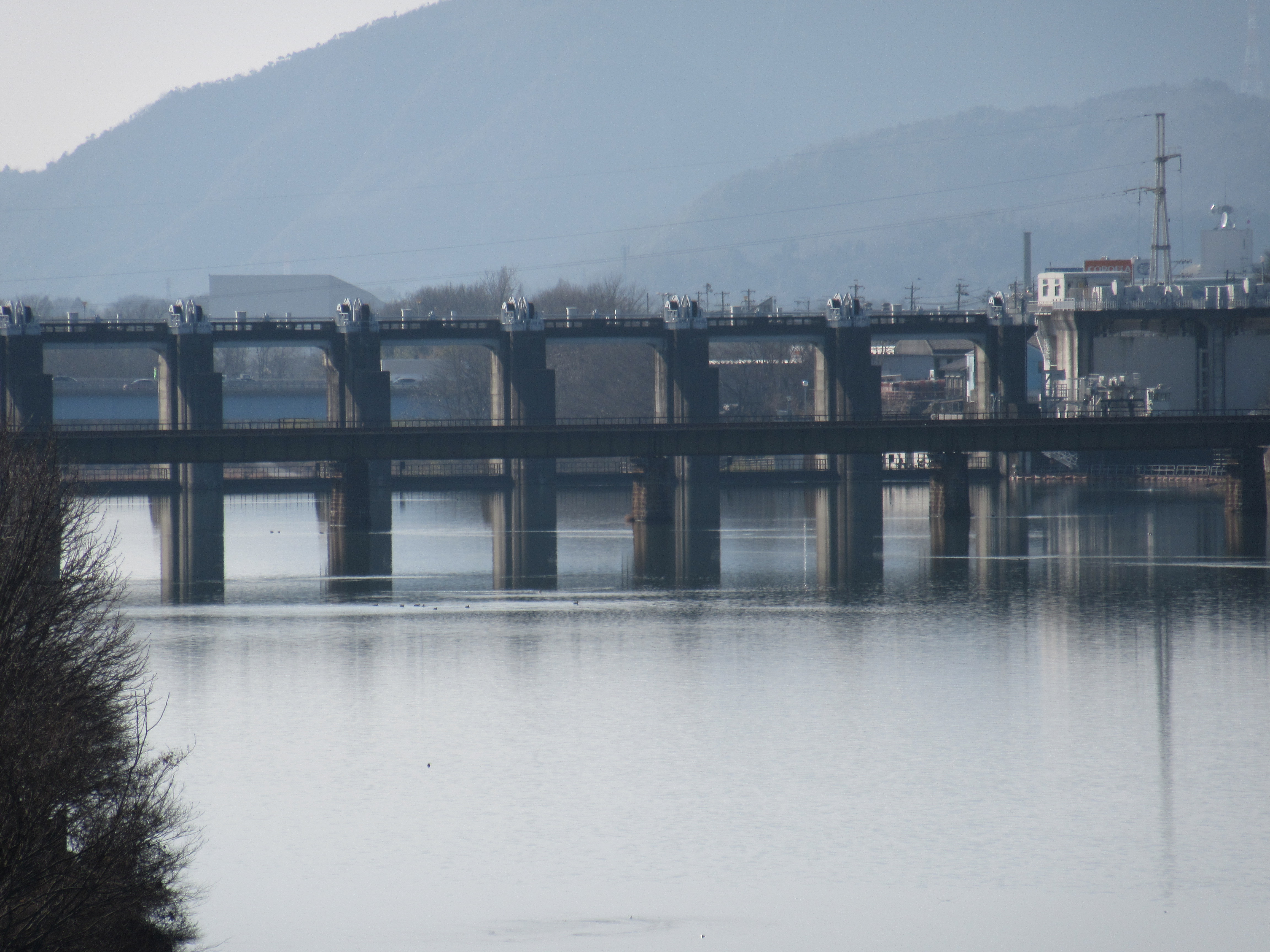
Brücke über den Kiso
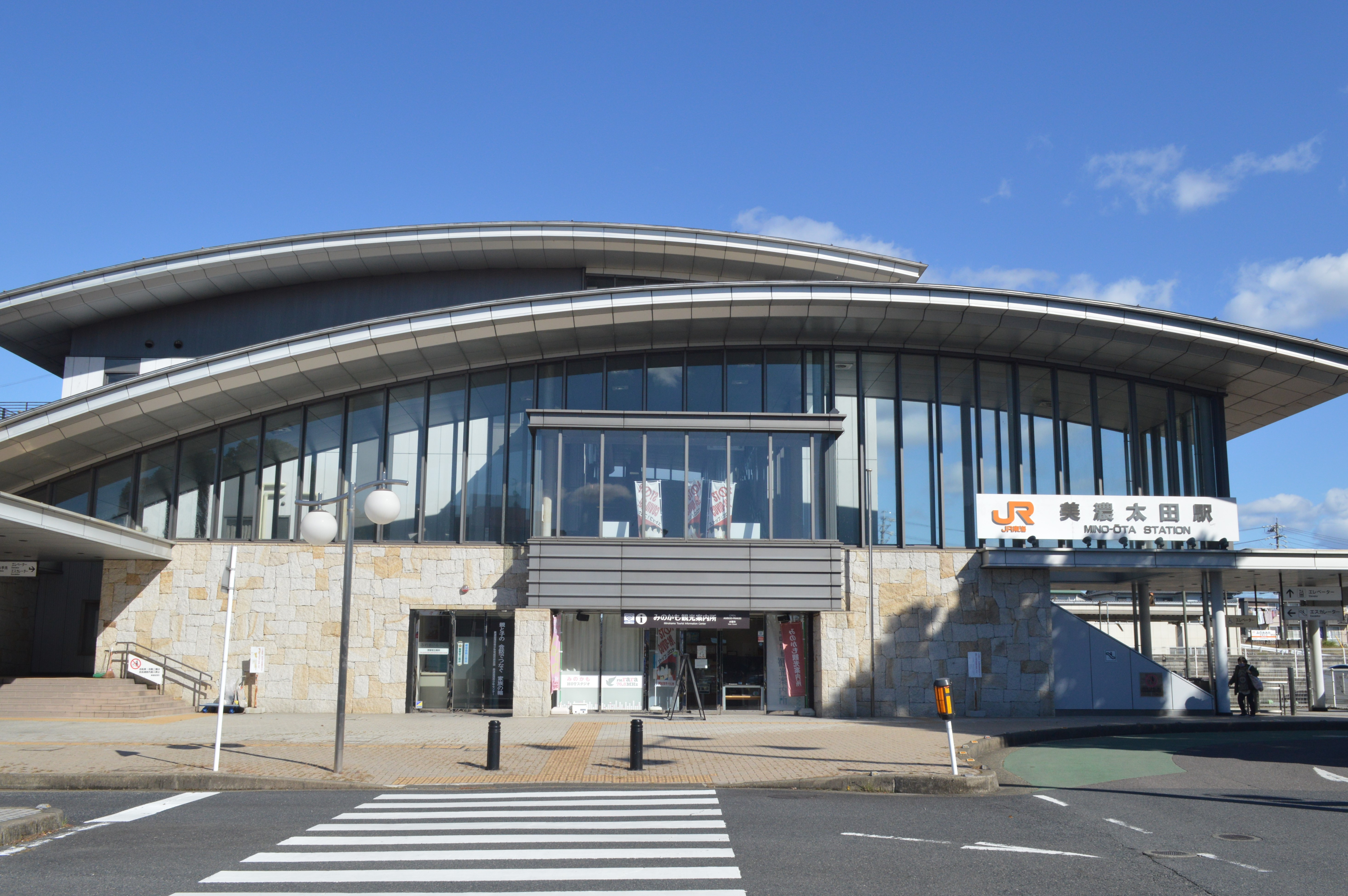
Bahnhof Mino-Ōta

## Geschichte
Die private Bahngesellschaft Tōnō Tetsudō eröffnete am 28. Dezember 1918 die Strecke zwischen Shin-Tajimi und Hiromi. Dabei handelte es sich um eine dampfbetriebene Kleinbahn von 11,9 km Länge mit einer Spurweite von 762 mm, die 1920 durch das obere Kani-Tal nach Mitake (heute Mitakeguchi) verlängert wurde (entspricht dem östlichen Teil der heutigen Meitetsu Hiromi-Linie). Sechs Jahre später wollte das Eisenbahnministerium die Strecke Tajimi–Hiromi übernehmen, um sie später in Richtung Mino-Ōta zu verlängern, war aber nicht am Teilstück durch das obere Kani-Tal interessiert. Als Ergebnis von Verhandlungen trat die Tōnō Tetsudō die Strecke Hiromi–Mitake am 23. September 1926 an die Tōmi Tetsudō ab, ein neu gegründetes Joint Venture mit der Nagoya Tetsudō (heute Meitetsu) und der Elektrizitätsgesellschaft Daido Denryoku. Zwei Tage später ging die Strecke Tajimi–Hiromi in staatlichen Besitz über und erhielt die Bezeichnung Taita-Linie.
Das Ministerium nahm daraufhin eine Umspurung auf Kapspur (1067) vor, verlegte den Bahnhof Hiromi (1982 in Kani umbenannt) an seinen heutigen Standort und baute zudem eine Verlängerung nach Mino-Ōta mitsamt einer Brücke über den Kiso. Diese Arbeiten waren am 1. Oktober 1928 abgeschlossen. Der Dampfbetrieb endete am 15. März 1934 mit dem Beginn des Einsatzes von Dieseltriebwagen. Aufgrund von Treibstoffmangel während der Nachkriegszeit war der Betrieb von November 1946 bis Februar 1947 stark eingeschränkt. Im Rahmen der Privatisierung der Japanischen Staatsbahn ging die Strecke am 1. April 1987 in den Besitz der neuen Gesellschaft JR Central über. Diese gab am selben Tag den Güterverkehr auf und führte am 20. Februar 1989 aus Rationalisierungsgründen den Einmannbetrieb ein.

## Liste der Bahnhöfe
| Name                  | km   | Anschlusslinien                          | Lage   | Ort      |
| --------------------- | ---- | ---------------------------------------- | ------ | -------- |
| Tajimi (多治見)       | 00,0 | Chūō-Hauptlinie                          | Koord. | Tajimi   |
| Koizumi (小泉)        | 03,2 |                                          | Koord. | Tajimi   |
| Nemoto (根本)         | 04,8 |                                          | Koord. | Tajimi   |
| Hime (姫)             | 07,9 |                                          | Koord. | Tajimi   |
| Shimogiri (下切)      | 09,4 |                                          | Koord. | Kani     |
| Kani (可児)           | 12,8 | im Bhf. Shin-Kani: Meitetsu Hiromi-Linie | Koord. | Kani     |
| Mino-Kawai (美濃川合) | 15,4 |                                          | Koord. | Minokamo |
| Mino-Ōta (美濃太田)   | 17,8 | Takayama-Hauptlinie Etsumi-nan-Linie     | Koord. | Minokamo |